# 미스 파일럿
《미스 파일럿》(일본어: ミス・パイロット)은 2013년 10월 15일부터 12월 24일까지 후지 TV 계열의 화요 21시(캇쿠) 범위에서 방송된 일본의 텔레비전 드라마이다. 주연은 호리키타 마키.

## 등장인물

### 전일본공수

#### 파일럿 후보생 그룹 A
2010년 4월 1일 부로 입사.
테즈카 하루 - 호리키타 마키

오다 치사토 - 아이부 사키

키시이 타이지 - 마미야 쇼타로

코토리 쇼 - 코야나기 유

야마다 카즈오 - 후지이 류세이 (칸사이 쟈니즈 Jr.)

모로보시 마야 - 쇼노자키 켄

#### 훈련 센터
쿠니키다 코우노스케 - 사이토 타쿠미
기장. 운항 부문 파일럿 후보생 그룹 A 지도 교관.
시노자키 카즈토요 - 이와키 코이치
기장. 부센터장. 치사토의 아버지.

#### 그라운드 스태프
하네다 공항 제2여객 터미널 소속.
아베노 스즈 - 사쿠라바 나나미
타이지의 학생 시절부터의 연인.
스즈키 린코 - 나나오
우수한 그라운드 스태프의 치프격.

#### 관계자
사에구사 카노코 - 후지사와 에마
독신자 기숙사 〈시나가와 WEST〉에서 사람들을 돌보아 주는 여자.

### 그 외
테즈카 시게오 - 이시쿠라 사부로
하루의 아버지.
테즈카 요시미 - 네기시 토시에
하루의 어머니.
오다 히사코 - 츠츠이 마리코
시노자키의 전 아내로, 치사토의 어머니.
아이바 겐타 - 시미즈 신
ANA의 파일럿.

### 게스트

#### 제1화
미야타 고로 - 츠루미 싱고 (최종화)
미야타 제작소 사장.

#### 제2화
사토 토라오 - 노조에 요시히로

#### 제3화
요시오카 - 하바 유이치 (제10 ~ 최종화)
파일럿 후보생 그룹 A의 지도 교관을 담당하는 항공 정비사.
하타나카 - 카사하라 히데유키
파일럿 후보생 그룹 A의 지도 교관을 담당하는 선배 항공 정비사.

#### 제4화
아사쿠라 - 스도 리사
선배 여성 부조종사.
후지카와 아이 - 오오미야 센리

#### 제5 ~ 7화
로이 - 밥 샙

에릭 - 브래드 기렌

존 - 아사누마 코린

키이스

#### 제8 ~ 9화
야자와 - 모로 모로오카 (최종화)
오퍼레이션 서비스부 디스패처. 치사토의 상사.

## 극 중 등장하는 항공기

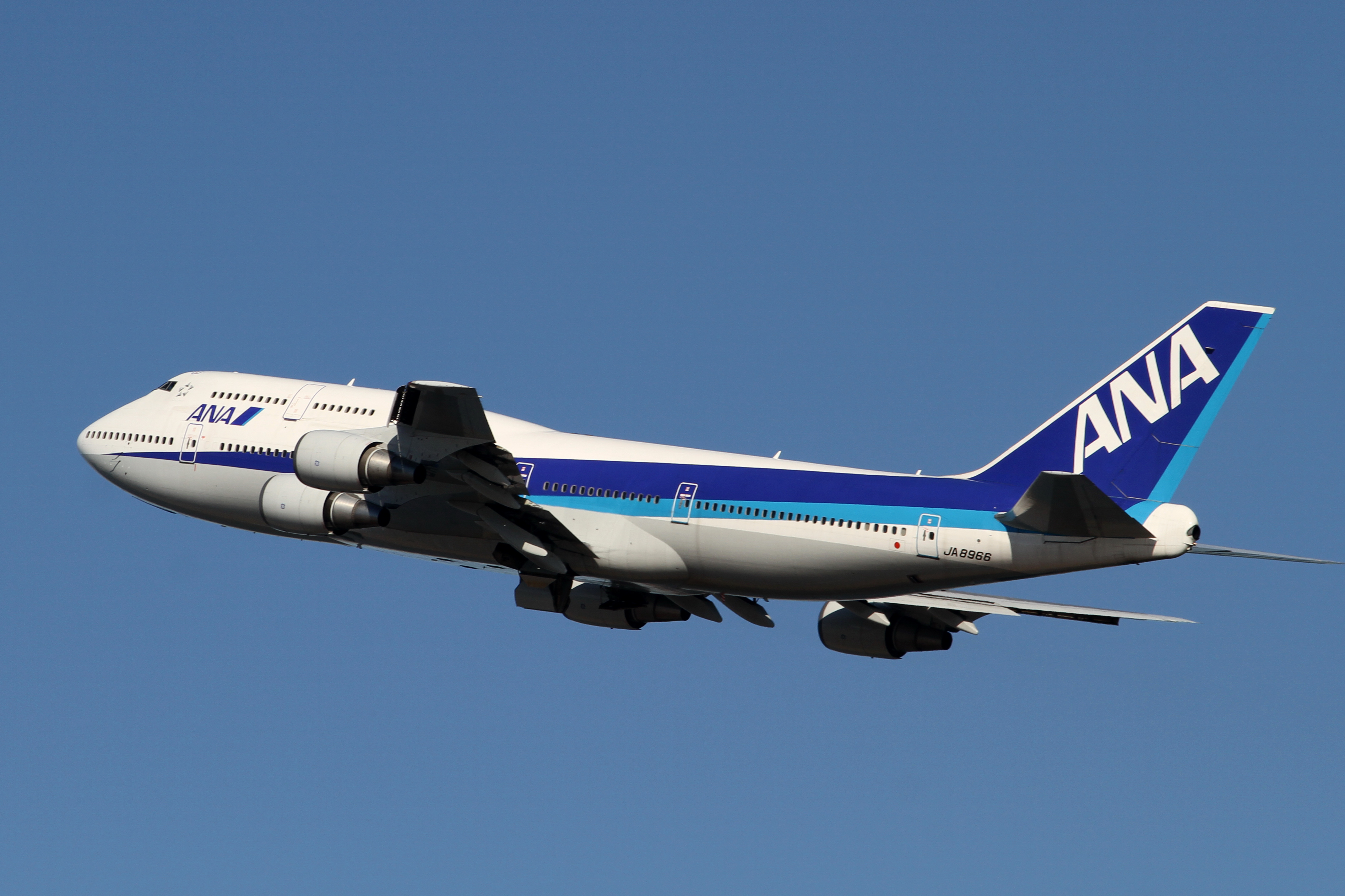
퇴역 직전, 촬영에 사용된
747-400D JA8966호기

- 보잉 777
- 보잉 767
- 보잉 787
- 보잉 747-400D JA8966호기
- 보잉 737
- 세스나 172
- 파이퍼 PA-44

## 스태프
- 각본 - 사쿠라이 츠요시, 이케가미 준야, 코미네 히로유키
- 음악 - 스에히로 켄이치로, 토쿠다 마사히로
- 연출 - 사와다 켄사쿠, 나리타 가쿠, 나가세 쿠니히코, 모리와키 토모노부
- 연출 보조 - 미츠하시 토시유키
- 주제가 - kaho 〈every hero〉 (소니 뮤직 레코드)
- 촬영 협력 - 일본 공항 빌딩
- 프로듀스 - 고토 히로유키
- 협력 프로듀스 - 세키구치 다이스케, 후루고오리 신야
- 프로듀스 보조 - 하토리 아키노
- US CREW
  - producer - Hiroki Shirota
  - 1st AD - Yoshiteru Haruta
- 협력 - 전일본공수, UND AEROSPACE
- 제작 협력 - FILM
- 제작 저작 - 후지 TV 드라마 제작부

## 방송 일자
| 각 화                                                       | 방송일           | 부제                                                   | 각본                            | 연출              | 시청률 |
| ----------------------------------------------------------- | ---------------- | ------------------------------------------------------ | ------------------------------- | ----------------- | ------ |
| 제1화                                                       | 2013년 10월 15일 | 번화가의 선술집 딸, 파일럿이 되다!                     | 사쿠라이 츠요시                 | 사와다 켄사쿠     | 15.0%  |
| 제2화                                                       | 10월 22일        | 신인 훈련생의 시련! 공항 터미널에서 상사에게 불평하다! | 사쿠라이 츠요시                 | 나리타 가쿠       | 12.4%  |
| 제3화                                                       | 10월 29일        | 추락을 저지해!! 훈련생의 앞길을 가로막은 정비 연수!    | 코미네 히로유키                 | 나리타 가쿠       | 10.3%  |
| 제4화                                                       | 11월 5일         | 비행 훈련 개시! 첫 콕피트에서…                         | 코미네 히로유키                 | 나가세 쿠니히코   | 12.7%  |
| 제5화                                                       | 11월 12일        | 지옥의 비행 훈련, 시작한다!                            | 이케가미 준야                   | 사와다 켄사쿠     | 11.0%  |
| 제6화                                                       | 11월 19일        | 아메리카 훈련 가경에 설마의 한 사람 낙오…              | 이케가미 준야                   | 사와다 켄사쿠     | 11.6%  |
| 제7화                                                       | 11월 26일        | 아메리카에서 동료에게 남기는 라스트 메시지             | 이케가미 준야                   | 사와다 켄사쿠     | 12.7%  |
| 제8화                                                       | 12월 3일         | 파일럿이란 꿈 이루는 자, 끊어진 자…                    | 사쿠라이 츠요시                 | 나가세 쿠니히코   | 10.7%  |
| 제9화                                                       | 12월 10일        | 여객기 조종까지 카운트다운인 하루에게 긴급 사태 발생…  | 사쿠라이 츠요시                 | 모리와키 토모노부 | 10.6%  |
| 제10화                                                      | 12월 17일        | 날아라! 자, 파이널 미션에!                             | 사쿠라이 츠요시 코미네 히로유키 | 나리타 가쿠       | 10.6%  |
| 최종화                                                      | 12월 24일        | 첫 플라이트에서 긴급 사태! 충격의 자초지종             | 이케가미 준야                   | 사와다 켄사쿠     | 10.8%  |
| 평균 시청률 11.7% (시청률은 칸토 지구·비디오 리서치사 조사) |                  |                                                        |                                 |                   |        |

- 제5화는 15분 확대 (21:00 ~ 22:09).